# 애슐리 그레이엄
애슐리 그레이엄(Ashley Graham, 1987년 10월 30일 ~ )은 미국의 모델이다. 주로 플러스 사이즈 모델으로 이름을 알렸다.